# 中信國際電訊CPC
中信國際電訊（信息技術）有限公司（又稱「中信國際電訊CPC」），前稱CPCNet Hong Kong Limited，是中信國際電訊的全資附屬公司。在全球設有多個辦事處，總部設在香港，為客戶提供ICT科技方案。

## 連結
- 中信國際電訊（信息技術）有限公司(中信國際電訊CPC) （页面存档备份，存于）
- 中信國際電訊 Business Review  （页面存档备份，存于）